# Irena Laskowska

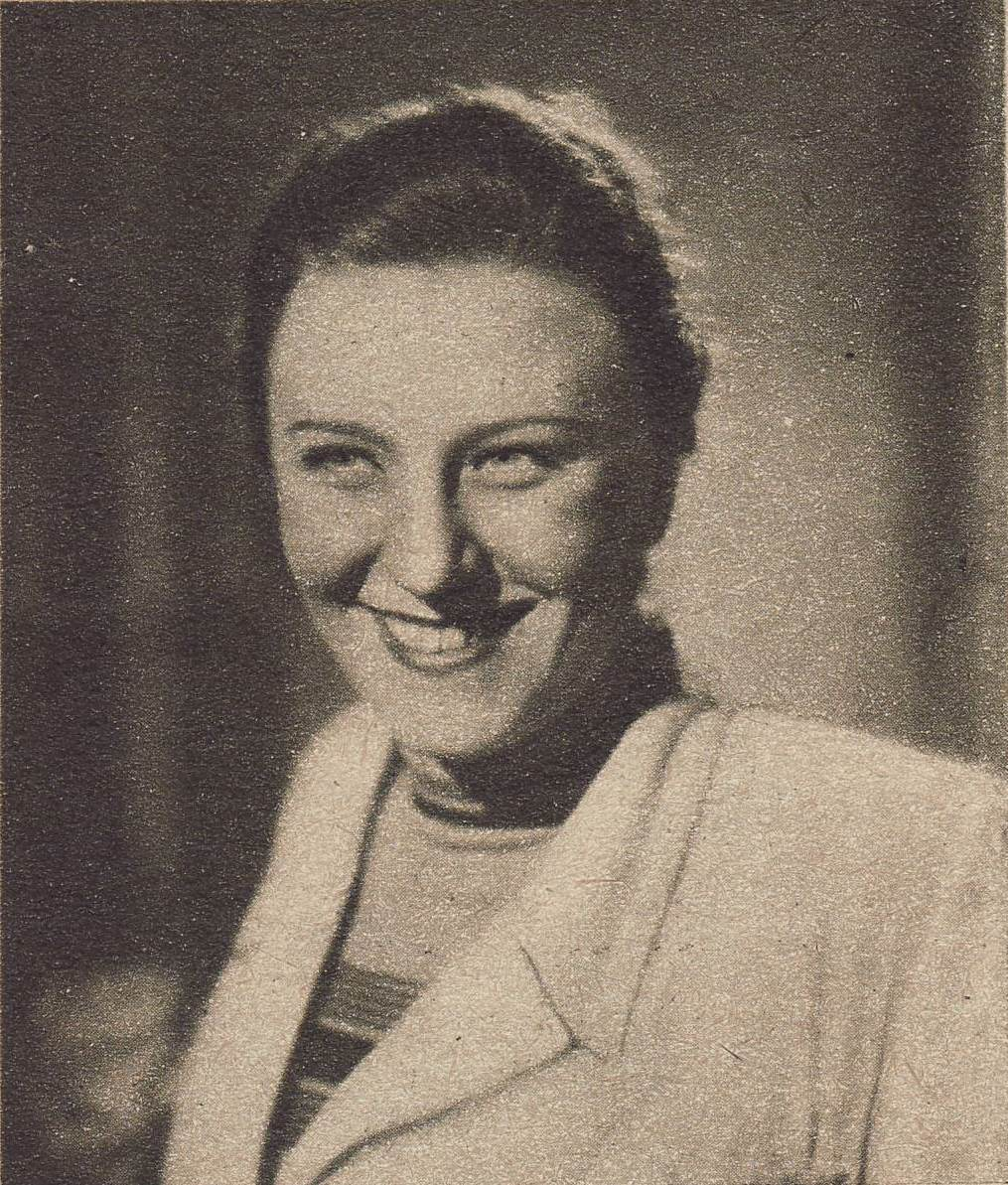
Irena Laskowska im Jahr 1947

Irena Laskowska (* 15. März 1925 in Piotrowice; † 6. Dezember 2019 in Warschau) war eine polnische Schauspielerin.

## Leben
Irena Laskowska wurde 1925 in Piotrowice in der Region Vilnius geboren und verbrachte ihre Kindheit in großer Armut. Sie musste im Alter von vier Jahren in einem Zirkus arbeiten, in dem sie sogar aus einer Kanone geschossen wurde. Sie kam später in die Obhut ihrer Tante und ihres Onkels, die ein gutgehendes Restaurant besaßen. Irena Laskowska studierte später Schauspiel und beendete 1947 ihr Studium an der Staatlichen Schauspielschule PWST mit Sitz in Łódź. Sie lernte unter anderem bei Aleksander Zelwerowicz und Leon Schiller. Sie debütierte am 14. Dezember 1945 am Polnischen Armeetheater in Łódź in der Rolle der Marceline in Die Hochzeit des Figaro von de Beaumarchais. Ab 1949 spielte Laskowska an Warschauer Bühnen, so 1949 bis 1953 am Nationaltheater, 1953 bis 1957 am Haus der Polnischen Armee, 1957 bis 1959 am Dramatischen Theater, 1959 bis 1963 am Polnischen Theater, 1963 bis 1972 am Klassischen Theater 1972 bis 1989 am Varieté-Theater. Ihre letzte Theaterpremiere hatte sie im Dezember 2008 am Ateneum-Theater.
Ihr Leinwanddebüt gab Irena Laskowska 1948 in dem Film Stalowe serca von Stanisław Januszewski in der Rolle einer Krankenschwester. Bekanntheit erlangte sie dann 1958 mit dem Film Der letzte Sommertag von Tadeusz Konwicki, in dem sie an der Seite von Jan Machulski spielte, mit dem sie während der Zeit auch eine Affäre begann. 2003 hatte sie nach 15-j#hriger Leinwandabstinenzin dem Film Pornografia ihre letzte Filmrolle.
Irena Laskowska in ihrer Heimat vielfach ausgezeichnet, unter anderem mit dem Goldenen Verdienstkreuz der Republik Polen und dem Ritterkreuz der Orden Polonia Restituta, außerdem war sie Verdiente der polnischen Kultur.
Irena Laskowskas Bruder war der bekannte Kameramann und Regisseur Jan Laskowski. Sie war verheiratet mit dem Schriftsteller Mieczysław Piotrowski (1910–1977), den sie um 42 Jahre überlebte. Sie fand ihre letzte Ruhestätte neben ihrem Mann auf dem Warschauer Powązki-Friedhof.

## Filmografie
- 1948: Stalowe serca
- 1958: Der letzte Sommertag
- 1960: Die Kreuzritter
- 1961: Schweigende Spuren
- 1963: Große und kleine Gauner
- 1965: Salto
- 1979: Manchmal besucht der Neffe die Tante
- 1988: Begegnung mit dem lustigen Teufel
- 2003: Pornografia